# Federação Santomense de Futebol
De Federação Santomense de Futebol (FSF) is de nationale voetbalbond van Sao Tomé en Principe. De bond werd opgericht op 11 juli 1975 — exact één dag voor de onafhankelijkheid van de republiek — en werd het jaar daarop lid van de CAF. In 1986 werd het land lid van de FIFA.
De bond organiseert onder andere het nationale voetbalkampioenschap, het nationale bekertoernooi, het vrouwenvoetbalkampioenschap en de wedstrijden van het nationale mannen- en vrouwenteam.
Het hoofdkantoor van de FSF is gevestigd aan de Rua João de Deus No QXXIII in de hoofdstad Sao Tomé.